# 高良沙哉
高良 沙哉（たから さちか、1979年（昭和54年）1月16日 - ）は、日本の法学者、政治家。専門は憲法学、ジェンダー論。沖縄大学人文学部教授。無所属の参議院議員（1期）。沖縄大学のウェブサイトや著書における氏名の表記は、「はしごだか」を用いた髙良 沙哉である。本名は坂本 沙哉（さかもと さちか）。

## 略歴
沖縄県那覇市田原に生まれる。那覇市立小禄小学校、那覇市立鏡原中学校を経て昭和薬科大学附属高等学校を卒業。北九州大学（現・北九州市立大学）法学部を卒業後、北九州市立大学大学院法学研究科に進んで憲法学を専攻、修士（法学）を取得した。さらに同大学大学院社会システム研究科博士後期課程に進み、2013年には学位論文「戦時性暴力について」で北九州市立大学から博士（学術）を授与された。
2006年からは沖縄県内の大学、専門学校等で非常勤講師として憲法等を講じた。2011年に沖縄大学人文学部福祉文化学科教員に就任し、2019年より同教授。
2025年3月17日、2019年参議院選挙でオール沖縄から当選した高良鉄美が同年7月の参議院選挙への出馬を断念したことから、オール沖縄では後継候補者の選定が行われることになり、沖縄大学で憲法を講じ、普天間基地辺野古移転反対などの運動にも関わっていた高良沙哉が候補として取り沙汰された。同年4月6日にはオール沖縄の要請を受けて7月投開票の参議院議員選挙に沖縄県選挙区から立候補する意向を示した。無所属で立憲民主党、日本共産党、社会民主党、沖縄社会大衆党の推薦を受けて立候補、選挙戦中は立憲・野田佳彦代表、共産・志位和夫議長、社民・福島瑞穂党首、玉城デニー沖縄県知事がそろい踏みで支持を訴える場面も見られた。7月20日の投開票の結果、自由民主党公認の奥間亮、参政党公認の和田知久らを破り、初当選を果たした。
オール沖縄の統一候補として議席を継ぐことになった同姓の高良鉄美とは、共に憲法を研究・教育する大学教員としての経歴があるが、沙哉は北九州大学の学生時代に著書を通じて鉄美の存在を知り、琉球大学で開かれていた鉄美のゼミに入るなど、20年にわたる交流がある。この経緯もあり、選挙戦では「タカラからタカラへ」をキャッチフレーズに2人の関係を強調する戦略が取られた。

## 著書
- 『「慰安婦」問題と戦時性暴力：軍隊による性暴力の責任を問う』2015年、法律文化社
- 『沖縄軍事性暴力を生み出すものは何か：基地の偏在を問う』2025年、影書房

## 選挙歴
| 当落 | 選挙                     | 執行日         | 年齢 | 選挙区       | 政党   | 得票数     | 得票率 | 定数 | 得票順位 /候補者数 | 政党内比例順位 /政党当選者数 |
| ---- | ------------------------ | -------------- | ---- | ------------ | ------ | ---------- | ------ | ---- | ------------------ | ---------------------------- |
| 当   | 第27回参議院議員通常選挙 | 2025年07月20日 | 46   | 沖縄県選挙区 | 無所属 | 26万5203票 | 40.77% | 1    | 1/5                | /                            |